# Vie des douze Césars
La Vie des douze Césars (en latin De vita duodecim Caesarum) est une œuvre de Suétone, auteur latin du Haut Empire.
Il s'agit des biographies des premiers dirigeants de Rome ayant porté le nom et le titre de César, de Jules César à Domitien.
Caius Julius Caesar est en effet compris, car Auguste, classé comme premier empereur de Rome par les historiens modernes, se place dans sa continuité, et ses successeurs dans sa filiation.

## Manuscrits sources
Le texte de Suétone est parvenu à l'époque moderne par l'intermédiaire de copies manuscrites, dont celle nommée le Codex Memmianus, considérée comme la moins altérée, sert de base pour les traductions modernes. D'autres sont répertoriées, en 1862, G. Becker en nomme trente cinq, et en retient vingt-deux pour sa classification chronologique.
Les manuscrits les plus anciens de la Vie des Césars que l'on possède datent du XIe siècle et sont :
- le Codex Memmianus, conservé à la Bibliothèque nationale de Paris sous le numéro 6115 est un manuscrit en parchemin de 126 feuillets, qui appartenait au XIIe siècle à l'abbaye de Saint-Martin à Tours[3],
- le Codex Vaticanus n° 1904, à la bibliothèque du Vatican. Incomplet, il ne contient que les trois premières Vies et le début de celle de Caligula[4],
- le Codex Wulfenbuttelanus ou Gudianus 268, de la bibliothèque ducale de Wolfenbüttel (Allemagne), avec 173 feuillets[4],
- le Codex Mediceus 68, 7 de la bibliothèque Laurentienne à Florence, avec 157 feuillets avec deux colonnes par pages[5].

## L'œuvre
Chaque biographie ne suit pas un schéma chronologique, mais est organisée en une succession de rubriques (designéées par les commentateurs sous le nom latin de species) : origine familiale, naissance et carrière avant l'avènement, son avènement et les présages annonciateurs de son avènement, magistratures exercées, campagnes militaires, œuvre législative et judiciaire, générosités envers le peuple, description physique et caractère, mort et présages annonciateurs de sa mort, etc. On souligne généralement la richesse et parfois la qualité des informations de Suétone, qui a eu accès à des archives impériales en raison de ses fonctions, Suétone étant haut fonctionnaire des empereurs Trajan et Hadrien. La succession des biographies donne une histoire continue de l'Empire romain, de la fin de la République à la fin de la dynastie flavienne.
Il n'en reste pas moins que Suétone se montre parfois peu critique, et on lui fit communément reproche de colporter rumeurs et calomnies. Ce faisant il exprime aussi les opinions d'une partie du sénat et des chevaliers qui lui étaient associés, et présente souvent le régime impérial sous son jour le plus sombre. Ses biographies doivent donc être lues en connaissance de cause : elles sont des portraits orientés, biaisés. La postérité de cette œuvre fut immense et contribua largement à créer le cliché d'empereurs romains sanguinaires, débauchés, décadents ou fous, en particulier pour quelques figures marquantes : Tibère et ses débauches dans l'île de Capri, Caligula et ses folies, Néron s'écriant Qualis artifex pereo, etc.
Dans la Vie des douze Césars, Suétone nous dévoile également le fonctionnement de l'une des premières méthodes de cryptographie de l'Histoire, le Code de César, utilisé pour les correspondances secrètes de Jules César, qui, s'il n'exerça pas la fonction royale ou impériale, fut assassiné à cause de ses prétentions autocratiques, et est à l'origine du Principat, mis en place par son neveu Octave-Auguste.
Suétone fut le modèle d'un genre littéraire historique, la série de biographies impériales, qui fut repris par ses continuateurs (Hérodien, Aurelius Victor, l'Histoire Auguste, etc.)

## Découpage de l'œuvre
Le premier quaternion de cet ouvrage a été perdu, c'est-à-dire le titre, la dédicace et le premier chapitre de la vie de César. L'ouvrage a été publié entre 119 et 122 et correspond aux biographies de ceux qui se sont succédé au pouvoir à Rome, de Jules César à Domitien.
L'œuvre se compose ainsi :
- Livre I à VI : César, Auguste, Tibère, Caligula, Claude, Néron.
- Livre VII : Galba, Othon, Vitellius.
- Livre VIII : Vespasien, Titus, Domitien.

Chaque biographie est organisée non pas suivant un ordre chronologique, mais par species, c'est-à-dire par rubrique : description des origines familiales, carrière avant l'ascension au pouvoir, actions publiques, vie privée, apparence physique, mort, prodiges divers.

## Éditions modernes
- Suétone (trad. du latin par Henri Ailloud, préf. Marcel Bénabou), Vie des douze Césars, Paris, Gallimard, coll. « Folio » (no 640), 1990 (1re éd. 1931), 499 p. (ISBN 2-07-036640-5)
- Vie des douze Césars, Bartillat, coll. « Omnia », 2009. Traduction de Pierre Klossowski. Préface de Patrick Amstutz.